# 貝蒂 (伊利諾伊州)
貝蒂（英語：Beaty）是位於美國伊利諾伊州富爾頓縣的一個非建制地區。該地的面積和人口皆未知。

## 地理
貝蒂的座標為40°16′30″N 90°14′45″W / 40.27500°N 90.24583°W，而該地的平均海拔高度為190米（即623英尺）。